# Alec Wilder
Alexander (Alec) LaFayette Chew Wilder (Rochester, 16 februari 1907 – Gainesville, 24 december 1980) was een Amerikaans componist en schrijver.

## Levensloop
Wilder was een zoon van een prominente familie in Rochester, waar een groot gebouw de naam van zijn familie draagt. Hij groeide op in New Jersey, Long Island en New York. Zijn muziekstudies deed hij aan de bekende Eastman School of Music in Rochester, waar hij compositie en contrapunt gestudeerd heeft, maar met de studies stopte zonder diploma. Als componist is hij grotendeels autodidact. Alhoewel hij veel op reis was, heeft hij de meeste tijd van zijn leven, rond vijftig jaren, in het bekende Algonquin Hotel in het New Yorkse stadsdeel New York geleefd, waar de New Yorkse intelligentsia thuis was.
Zijn carrière als componist begon hij in 1930 als medecomponist van het lied All the King's Horses uit de muzikale revue Three's a Crowd. Niemand minder dan Mitch Miller en Frank Sinatra waren erg geïnteresseerd in de muziek van Wilder. Het was Mitch Miller, die Wilders octet in 1939 op grammofoonplaten opgenomen heeft. Dit octet combineerde elementen van klassieke kamermuziek, met populaire melodieën en een jazzritme. Hun succes kan nu als legendarisch beschouwd worden. Wilder schreef meer dan 20 octetten en gaf zijn werken merkwaardige namen als Neurotic Goldfish, The Amorous Poltergeist en Sea Fugue, Mama. Frank Sinatra zette er zich bij de platenmaatschappij Columbia Records voor in, dat de solo blazerscomposities met strijkorkest in 1945 opgenomen werden met Sinatra als dirigent. Sinatra en Wilder werden beste vrienden en Wilders laatste song voor Sinatra "A Long Night werd door hem in 1980 opgenomen.
Naast Miller en Sinatra waren er ook andere showstars, die zijn liederen populair maakten, zoals Bing Crosby, Marlene Dietrich, Peggy Lee, Tony Bennett en Anita O'Day. Wilder schreef honderden populaire liederen en songs zoals It's so Peaceful in the Country, I'll Be Around en All the Cats Joined In.
Maar hij schreef ook klassieke muziek: vijf opera's, een ballet, sonates en concerten voor fagot, fluit, tuba, saxofoon, werken voor orkest, harmonieorkest, kamermuziek, onder andere voor het New York Woodwind Quintet en het New York Brass Quintet, en jazzsuites. Wilders oeuvre is ongewoon veelzijdig en Amerikaans van karakter. Gershwin beschouwde hem als de synthese van een briljante songschrijver, een niet te intellectuele, traditionele en conservatieve componist van eenvoudig geaccepteerde gebruiksmuziek, die populaire en jazzelementen in zijn muziek verwerkt.
Ook als schrijver is hij bekend met twee boeken: Letters I Never Mailed (1975) en samen met James T. Maher: American Popular Song: The Great Innovators, 1900-1950 (1972).
Hij overleed in 1980 in Gainesville, Florida, aan longkanker.
Aan de Eastman School of Music bestaat in de Sibley Music Library-(Sibley Muziek Bibliotheek) een Alec Wilder Archive.

## Composities (selectie)

### Werken voor orkest
- 1928 Suite No. 1 - Three Ballads for Stan Getz, voor tenorsaxofoon en strijkers
- 1929 Symphonic Piece, voor orkest
- 1945 Air, voor althobo en strijkers
- 1945 Air, voor dwarsfluit en kamerorkest
- 1945 Air, voor hobo en strijkers
- 1947 Suite, voor klarinet en orkest
- 1954 A Child's Introduction to the Orchestra, voor spreker en orkest - tekst: Marshall Barer
- 1960 Carl Sandburg Suite
- 1966 Suite No. 1, voor tuba en orkest
- 1966 Suite No. 2 (For Zoot Sims), voor tenorsaxofoon en strijkers
- 1980 Concerto, voor trompet en orkest
- Carl Sandburg Suite, voor kamerorkest
- Concerto, voor hobo, orkest en slagwerk
  1. Broadly - Fairly fast and vigorous
  2. Slowly
  3. Slow Bounce - Andante - Allegro
  4. Quasi lento, freely - Allegro - Vivo
- Rhapsody (ook bekend als: "Dawn to Dusk"), voor piano en orkest
- Slow Dance, voor kamerorkest
- Suite, voor fluit en strijkers
- Suite, voor hoorn en strijkers
- Suite, voor koperkwintet en strijkers
- Theme and Variations, voor kamerorkest

### Werken voor harmonieorkest
- 1960 Entertainment No. 1, voor harmonieorkest
- 1963 Air, voor hoorn en harmonieorkest
- 1965 Entertainment No. 3, voor harmonieorkest
- 1967 Concert No. 1, voor trompet en harmonieorkest
- 1969 Concert No. 2, voor trompet (of flugelhoorn) en harmonieorkest
- 1966 Concerto, voor altsaxofoon en harmonieorkest
- 1968 Concerto, voor tenorsaxofoon en harmonieorkest
- 1968 Concerto, voor tuba en harmonieorkest
- 1969 Entertainment No. 5, voor harmonieorkest
- 1969 Concerto, voor tuba en harmonieorkest
- 1974 Fantasy, voor piano en harmonieorkest (opgedragen aan Marian McPartland)
- 1977 Serenade, voor harmonieorkest
- 1975 Entertainment No. 7, voor harmonieorkest
- An Entertainment
- Concerto, voor eufonium en harmonieorkest
- Five Vocalises, voor sopraan en harmonieorkest

### Cantates
- 1960 Names from the War, voor spreker, gemengd koor en kamerorkest - tekst: Bruce Catton
- 1968 The Children's Plea for Peace, cantate voor spreker, kinderkoor en harmonieorkest - première: 3 mei 1969, St. Agnes Church, Atwell (New York)
- 1980 Mountain Boy, kerkcantate

### Muziektheater

#### Opera's
| Voltooid in | titel                        | aktes  | première | libretto           |
| ----------- | ---------------------------- | ------ | --- | ------------------ |
| 1946        | The Churkendoose             |        | | Ben Ross Berenberg |
| 1946        | Herman Ermine in Rabbit Town |        | | Ben Ross Berenberg |
| 1952        | The Lowland Sea              | 1 acte | 8 mei 1952, Montclair (New Jersey)                                                                                                  | Arnold Sundgaard   |
| 1953        | Miss Chicken Little          | 1 akte | 27 december 1953, CBS (televisiezender); 24 november 1953, Columbia (South Carolina), Spring Valley High School Auditorium (toneel) | William Engvick    |
| 1954        | Kittiwake Island             |        | 7 augustus 1954, Interlochen | Arnold Sundgaard   |
| 1955        | The Long Way                 |        | 3 juni 1955, Nyack (New York) |                    |
| 1958        | The Impossible Forest        |        | 13 juli 1958 Westport (Connecticut)                                                                                                 | Marshall Barrer    |
| 1973        | The Truth about Windmills    | 1 acte | 14 oktober 1973, Rochester (New York)                                                                                               | Arnold Sundgaard   |
| 1974        | The Tattooed Countess        |        | 1974 |                    |
| 1975        | The Opening                  | 1 akte | 1975 |                    |
|             | Rachetty Pachetty House      |        | | William Engvick    |

#### Balletten
| Voltooid in | titel        | aktes | première | libretto | choreografie |
| ----------- | ------------ | ----- | -------- | -------- | ------------ |
| 1942        | Juke Box     |       | 1942     |          |              |
|             | False Dawn   |       |          |          |              |
|             | Life Goes On |       |          |          |              |

#### Musicals
| Voltooid in | Titel                                             | Uitvoeringen      | Première                                       | Libretto                                  | Verdere liedteksten | Choreografie |
| ----------- | ------------------------------------------------- | ----------------- | ---------------------------------------------- | ----------------------------------------- | ------------------- | ------------ |
| 1957        | Pinocchio                                         | televisie-musical | 13 oktober 1957, National Broadcasting Company | William Engvick                           | William Engvick     |              |
| 1958        | Hansel and Gretel                                 | televisie-musical | 27 april 1958, National Broadcasting Company   | William Engvick, naar de Gebroeders Grimm | William Engvick     |              |
| 1978        | Nobody's Earnest                                  |                   | 1978, Williamstown (Massachusetts)             | Arnold Sundgaard                          | Arnold Sundgaard    |              |
|             | The Wind Blows Free, ook bekend als: Western Star |                   |                                                |                                           |                     |              |

### Vocale muziek
- 1941 Moon and Sand, voor hoge stem en Big Band
- 1941 It's So Peaceful in the Country
- 1941 Who Can I Turn To?
- 1943 I'll Be Around
- 1943 While We're Young
- 1956 The Lady Sings the Blues
- 1976 Blackberry Winter, voor bas solo, slagwerk en piano
- Easter 1916 (The Wayfarer), voor solo zang en piano
- Listen to Your Heart, voor sopraan, piano en contrabas
- Lullabies and Night-songs Starlighter, voor sopraan, altviool, fluit en harp
- Margaret (Spring and Fall: lo a young child), voor solo zang en piano
- The Colleen, voor solo zang en piano
- The Lake Isle of Innisfree, voor hoge stem en piano
- The Rose on the Wind, voor solo zang en piano

### Kamermuziek
- 1939-1941 Octets, voor dwarsfluit/2e klarinet, hobo/althobo, 1e klarinet, basklarinet, fagot, klavecimbel, contrabas en slagwerk
  1. A Debutand's Diary
  2. Bull Fiddle in a China Shop
  3. Concerning Etchings
  4. Dance Man Buys a Farm
  5. Her Old Man Was Suspicious
  6. His First Long Pants
  7. House Detective Registers
  8. It's Silk, Feel It!
  9. Kindergarten Flower Pageant
  10. Little Girl Grows Up
  11. Neurotic Goldfish
  12. She’ll Be Seven in May
  13. Such a Tender Night
  14. The Children Met the Train
  15. Walking Home at Spring
- 1947 Octets, voor dwarsfluit/2e klarinet, hobo/althobo, 1e klarinet, basklarinet, fagot, klavecimbel, contrabas en slagwerk
  1. Footnote to a Summer Love
  2. Jack, This Is My Husband
  3. Little White Samba
  4. Remember Me to Youth
  5. The Amorous Poltergeist
  6. They Needed No Words
- 1951 Jazz Suite, voor vier hoorns, klavecimbel, gitaar, contrabas en slagwerk
- 1954 Quintet for woodwinds No. 1 "Up Tempo", voor blazerskwintet (opgedragen aan het New York Woodwind Quintet)
- 1954 Sonata No. 1, voor hoorn en piano
  1. Allegro
  2. Andante
  3. Allegro giocoso
- 1954 Suite, voor hoorn en improviserend slagwerk
- 1954 World's Most Beautyful Girls, voor blazerskwintet
- 1956 Quintet for Woodwinds No. 2, voor blazerskwintet
- 1956 Suite, voor blazerskwintet
- 1957 Sonata No. 2, voor hoorn en piano
- 1958 Flute & bongos No. 1
- 1958 Flute & bongos No. 2
- 1958 Quintet for Woodwinds No. 3, voor blazerskwintet
- 1959 Brass-Quintet No. 1, voor koperkwintet (opgedragen aan het New York Brass Quintet)
- 1959 Quintet for woodwinds No. 4, voor blazerskwintet
- 1959 Quintet for woodwinds No. 5, voor blazerskwintet
- 1959 Sonata No. 1, voor tuba en piano
- 1960 Quintet for woodwinds No. 6, voor blazerskwintet
- 1960 Small Suite, voor dwarsfluit en piano
- 1960 Sonata, voor altsaxofoon en piano
- 1960 Suite No. 1, voor tuba en piano
- 1961 Brass-Quintet No. 2, voor koperkwintet
- 1961 Sonata No. 1, voor piccolo, dwarsfluit, altfluit en piano
- 1961 Sonata No. 1, voor dwarsfluit en piano
- 1963 Alice in Wunderland Suite, voor blazerskwintet
- 1963 Saxophone Quartet
- 1963 Sonata, voor klarinet en piano
- 1963 Suite No. 1, voor hoorn, tuba en piano
- 1963 Suite, voor hoorn en strijkers
- 1964 Quintet for woodwinds No. 7, voor blazerskwintet
- 1965 Sonata, voor altviool en piano
- 1965 Sonata No. 2, voor dwarsfluit en piano
- 1965 Sonata No. 3, voor hoorn en piano
- 1966 Quintet for woodwinds No. 8 (ook bekend als: "Suite for Non-Voting-Quintet", voor blazerskwintet
- 1966 Suite, voor baritonsaxofoon, hoorn en blazerskwintet
- 1967 Suite, voor alt- en basfluit
- 1968 Quintet for woodwinds No. 10, voor blazerskwintet
- 1968 Small Suite, voor contrabas en piano
- 1968 Sonata No. 1, voor fagot en piano
- 1968 Sonata No. 2, voor fagot en piano
- 1969 Quintet for woodwinds No. 9, voor blazerskwintet
- 1970 Brass-Quintet No. 3, voor koperkwintet
- 1970 Sonata No. 3, voor hoorn en piano
- 1971 Quintet for woodwinds No. 11, voor blazerskwintet
- 1971 Suite, voor baritonsaxofoon, blazerssextet, contrabas en slagwerk
- 1971 Suite No. 2, voor hoorn, tuba en piano
- 1972 Brassinity, voor koperkwintet (opgedragen aan het Eastman Brass-Quintet)
- 1973 Brass-Quintet No. 4, voor koperkwintet (opgedragen aan Harvey Phillips)
- 1973 Sonata No. 3, voor fagot en piano
- 1974 Twenty One Christmas Carols, voor tuba ensemble
- 1975 Brass-Quintet No. 5, voor koperkwintet
- 1975 Quintet for woodwinds No. 12, voor blazerskwintet
- 1975 Sonata No. 2, voor tuba en piano
- 1976 Answer to a Poem, voor dwarsfluit en piano
- 1977 Brass-Quintet No. 6, voor koperkwintet (opgedragen aan het Tidewater Brass-Quintet)
- 1977 Quintet for woodwinds No. 13, voor blazerskwintet
- 1977 Suite, voor dwarsfluit en marimba* 1978 Brass-Quintet No. 7, voor koperkwintet (opgedragen aan Frances Miller)
- 1978 Little Detective Suite No. 1, voor hoorn en piano
- 1980 Brass-Quintet No. 8, voor koperkwintet (opgedragen aan Frances Miller)
- 1980 Little Detective Suite No. 2, voor hoorn en piano
- 1980 Little Detective Suite No. 3, voor hoorn en piano
- 1980 Six Duets, voor dwarsfluit en viool
- Children's Suite ("Effie the Elephant"), voor altviool en piano
  1. Effie Takes a Dancing Lesson
  2. Effie Falls in Love
  3. Effie Goes Folk Dancing
  4. Effie Chases a Monkey
  5. Effie Sings a Lullaby
  6. Effie Joins a Carnival
- Easy Pieces, voor hoorn en piano
- Elegy for the Whale, voor tuba en piano
- Four duets, voor hobo en althobo
- Jazz Suite, voor koperkwintet
- Nonet for Brass, voor koperblazers
- Octet No. 21, voor octet
- Piece, voor hobo en improviserend slagwerk
- Sea Fugue, Mama
- Sonata, voor bastrombone en piano
  1. Energetically
  2. Slowly
  3. Lively
  4. Expressivo
  5. Swinging
- Songs for Patricia
- Suite, voor hoorn en piano
- Tuba Encore Piece ("A Tubist's Showcase"), voor tuba, trompet en piano

### Werken voor piano
- 1969 Pieces for Young Pianists
- Small Fry Suite

### Werken voor gitaar
- 1969 Suite

### Filmmuziek
- 1956 Albert Schweitzer, biografische documentaire over Albert Schweitzer
- Grandma Moses
- Open the Door and See All the People
- See the Jaguar
- The Bird Cage
- The Sand Castle

## Publicaties
- samen met James T. Maher: American Popular Song - The great Innovators 1900-1950, New York/Oxford, Oxford University Press, 1972, ISBN 0-19-501445-6
- Letters I Never Mailed: Clues to a Life, Boston: Little, Brown, 1975, 243 pp. New edition annotated by David Demsey and Louis Ouzer, Rochester, N.Y.: University of Rochester Press, 2005, 313 p., ISBN 978-1-580-46208-2
- Lullabies and Night Songs, ed. William Engvick, ill. Maurice Sendak (New York: Harper and Row, 1965), 78 pp.